# ヲノサトル
ヲノ サトル（をの さとる、1964年 - ）は、日本の作曲家、ミュージシャン。秋田県出身。多摩美術大学教授。

## 経歴
1987年、新潟大学教育学部特別教科（音楽）教員養成課程（作曲専攻）卒業。1989年、東京学芸大学大学院教育学研究科音楽教育専攻 （作曲指揮法講座）修了。修士課程修了後、現代音楽作曲家として活動を開始。在学中からコンピュータやサンプラーを用いたノイズ即興演奏、実験的な電子音響作品、美術や演劇、映像とのコラボレーション、ゲーム音楽／CM音楽／ポピュラー音楽制作に携わるなど、そのジャンル横断的な活動は早くから注目を集める。
一方で、芸術ユニット明和電機の音楽監督／足踏みオルガン奏者“経理のヲノさん”として知られるほか、ムード音楽バンドブラックベルベッツに参加。DJとしてクラブやイヴェントに多数出演。J-POPの分野においても、様々なアーティストに楽曲を提供するほか、アレンジャー、サポートミュージシャンとしても活躍している。
第11回神奈川県芸術祭合唱コンクール入賞、1988年日本現代音楽協会作曲新人賞をはじめ、受賞および委嘱作品等多数。音楽評論、エッセイ、雑誌連載など執筆活動も旺盛で、『ヲノサトルの甘い作曲講座』などの著書がある。
富士通の関連企業にてFM TOWNS用のソフトウェアや石切山英詔（M.J.KOZOU）が発表したフリーウェアの音楽を手がけていた時期もある。 
2015年より、多摩美術大学美術学部教授。映像論、サウンドデザイン論、音楽ゼミなどを担当。

## ディスコグラフィ

### シングル
- 甘い科学 (1997年11月、SRCL-4144)
- SCOPIC (2020年5月13日、MCOL-10)
- Step Never Stop (2022年8月1日、 MCOL-11, )

### アルバム
- ビキニ・ムーン (1998年5月、SRCL-4225)
- SAUVAGE (1998年11月、KACA-58)
- ORGELPUNKT (2000年4月、KACA-97)
- 弦楽四重奏曲 (2002年5月、SHO-2)
- エルニーニョ - 電子時代の地誌学、または地球温暖化現象の影響に関する恋愛心理学的考察 - 2003年1月22日、MTCH-1027)
- SONATA for sine wave and white noise  (2003年6月23日、SON-20)
- マセマティカ (2003年10月22日、 MTCH-1061)
- SAUVAGE e.p. (2006年10月15日、SON-26)
- ムードコア・ポッセ (2011年8月6日、MCOL-001)
- 舞踏組曲 (2011年10月1日、fill-01)
- ブルーモーメント・ライヴ (2011年11月2日、MCOL-002)
- ムードコア・スカッド 1 (2011年12月23日、MCOL-003)
- ムードコア・スカッド 2 (2012年1月27日、MCOL-004)
- メメント・ライヴ (2012年2月24日、MCOL-005)
- ナイトキャップ・ビフォア・クリスマス (2012年12月14日、MCOL-006)
- ムードコア・リズムマシン (2013年4月19日、MCOL-007)
- ムードコア・サウンドクルーズ・ライヴ (2013年9月27日、MCOL-008)
- ロマンティック・シーズン (2014年6月20日、MCCD-01)
- fragments (2016年12月16日、MCOL-009)
- アコースティック・ボディーズ (2020年5月7日、fill-02)

## 音楽担当

### 映画
- deep forest (1997年) - 音楽
- 無問題2 (2002年) - 音楽
- Break Out ! (2004年) - 音楽

### テレビ
- スペースシャワーTV ステーションID(1991年) - 音楽
- IN CONTROL (1993年 MTVジャパン) - テーマ曲
- ちきゅうのおと (1994年 NHK BS2『真夜中の王国』) - 音楽
- インターネット情報局　(2000年 NHK教育テレビ) - テーマ曲
- 天才ビットくん (2001年 NHK教育テレビ) - テーマ曲
- あたしンちの唄 (2005年 テレビ朝日「あたしンち」) - 編曲
- おふろタイム (2018年 NHK ETV 「みいつけた!」 ) - 編曲
- ともだちさ (2019年 NHK ETV 「みいつけた!」 ) - 編曲

### ゲーム
- SUPER PINBALL 2 (1995年 メルダック) - サウンド
- パネルクイズ アタック25 (1997年 富士通パソコンシステムズ) - サウンド
- RacinGroovy (1997年 サミー工業) - 音楽
- 石切山英詔（M.J.KOZOU）が発表したフリーウェアで、自身の作曲した「KOZOU's Theme」が使用された[2]。

### CM
- 三菱商事 企業PR (1992年) - 音楽
- 一番搾りビール　(1996年 キリン) - 編曲
- デジモン 超進化シリーズ (1999年 バンダイ) - 音楽
- ジョージア ツインハーモニー (1999年 日本コカコーラ) - 作曲
- 毎日果実 (2001年 江崎グリコ) - 音楽
- HOT WHEEL (2001年 バンダイ) - 音楽
- 日立製作所 企業PR (2004年 日立製作所) - 編曲
- カラフルル (2004年 カネボウ) - 音楽
- ワゴンR (2005年 スズキ) - 作曲
- 日立ホーム&ライフソリューション 企業PR (2005年) - 編曲
- HONDA JET (2005年 HONDA USA) - 作曲
- ボシュロム メダリストII (2005年 ボシュロム・ジャパン) - 作曲
- VIPローンカード (2006年 オリックス) - 編曲
- 体内環境正常化委員会 (2006年 カゴメ) - 作曲
- パワースター「きれい宣言」(2006年 日立) - 作曲
- 養潤水 (2006年 ロート製薬) - 作曲
- 109シネマズ IMAXシアター (2009年 東急レクリエーション) - 音楽
- ブラックニッカ クリアブレンド (2010年 ニッカ) - 編曲

### 展示映像
- 唐草～その記憶の旅 (2004年 ハウスオブシセイドウ) - 音楽
- 青花流水 - Blue and White (2010年 LIXIL 上海万博展示) - 音楽

### ダンス
- ワン◆ピース (2014年 Co.山田うん) - 音楽
- 十三夜 (2014年 Co.山田うん) - 音楽
- モナカ (2015年 Co.山田うん) - 音楽
- いきのね (2016年 Co.山田うん) - 音楽
- NIPPON・CHA!CHA!CHA! (2020年 Co.山田うん) - 音楽

### ウェブサイト
- TOKYO TRASH サイトID (1996年) - 音楽

## バンド活動
- 明和電機 経理のヲノさん
- ブラックベルベッツ kb.
- rec*rep
- XILICON
- LOVE&JEALOUS （2001年解散）kb. prog.

## 著書
- 「甘い作曲講座 -すぐに使える珠玉のアイディア」リットーミュージック ISBN 4845612615
- 「作曲上達100の裏ワザ -知ってトクするおもしろアイディア&ヒント集」リットーミュージック ISBN 9784845617166
- 「未来の〈サウンド〉が聞こえる 電子楽器に夢を託したパイオニアたち」（訳書）アルテスパブリッシング ISBN 9784865591910